# Ивановский сельсовет (Рыльский район)
Ива́новский сельсовет — муниципальное образование со статусом сельского поселения в Рыльском районе Курской области.
Административный центр — село Ивановское.

## История
Статус и границы сельсовета установлены Законом Курской области от 21 октября 2004 года № 48-ЗКО «О муниципальных образованиях Курской области».

## Население
| 2002  | 2010  | 2012  | 2013  | 2014  | 2015  | 2016  |
| ----- | ----- | ----- | ----- | ----- | ----- | ----- |
| 5161  | ↘4421 | ↘4337 | ↘4287 | ↘4200 | ↘4094 | ↘4039 |
| 2017  | 2018  | 2019  | 2020  | 2021  |       |       |
| ↘3996 | ↘3951 | ↘3874 | ↘3868 | ↗3900 |       |       |

## Состав сельского поселения
| № | Населённый пункт | Тип населённого пункта       | Население |
| - | ---------------- | ---------------------------- | --------- |
| 1 | Барашек          | посёлок                      | ↘90       |
| 2 | Велье            | посёлок                      | ↘11       |
| 3 | Зеленино         | посёлок                      | ↘37       |
| 4 | Зеленинский      | посёлок                      | ↗18       |
| 5 | Зелёный Гай      | посёлок                      | ↘190      |
| 6 | Ивановское       | село, административный центр | ↘1923     |
| 7 | Марьино          | посёлок                      | ↘1747     |
| 8 | Мухин Пруд       | посёлок                      | ↘14       |
| 9 | Учительский      | посёлок                      | ↘391      |